# باشگاه فوتبال شیمی لایپزیگ ۱۹۵۰
باشگاه فوتبال بی اس جی شیمی لاپزیگ یک باشگاه فوتبال آلمانی در شهر لایپزیگ، ایالت زاکسن بود. ریشه این باشگاه به پیش از جنگ و به تأسیس بریتانیا لایپزیگ در سال ۱۸۹۹ و جانشین آن تورا لایپزیگ برمیگردد. در دوران سوسیالیست‌های آلمان شرقی دو باشگاه بی اس جی شیمی لایپزیگ و اس سی لوکوموتیو لایپزیگ از دل آن تیم‌های قدیمی و ریشه دار به وجود آمدند. و بعد از سال ۱۹۹۰ باشگاه اف سی ساچسن لایپزیگ جانشین این تیم شد. بدین ترتیب پس از اتحاد مجدد آلمان همچنان این باشگاه ریشه دار در قالبی جدید به حیات خود ادامه می‌دهد.این باشگاه پرآوازه آلمان‌شرقی سال ۱۳۶۷ خورشیدی و بهنگام جنگ ایران و عراق و بمباران شهرهای ایران به تبریز آمده و دیداری دوستانه در برابر تیم منتخب شهر تبریز برگزار کرد

## تاریخچه

### باشگاه پیشگام
فوتبال آلمان در سال ۱۹۳۳ زیر نظر رایش سوم در ۱۶ بخش برتر سازماندهی شد. این باشگاه با نام اس وی تورا به گالیگا ساچسن در سال ۱۹۳۶ پیوست. در سال ۱۹۴۰، آن‌ها تنها حضور خود را در رقابت‌های جام حذفی آلمان (جام قهرمانی آلمان) را تجربه کردند و در مرحله دوم انتخابی حذف شدند. اما جنگ جهانی دوم اوضاع را در آلمان تغییر داد و آلمان به دو قسمت تقسیم شد.

### بازی پس از جنگ در آلمان شرقی

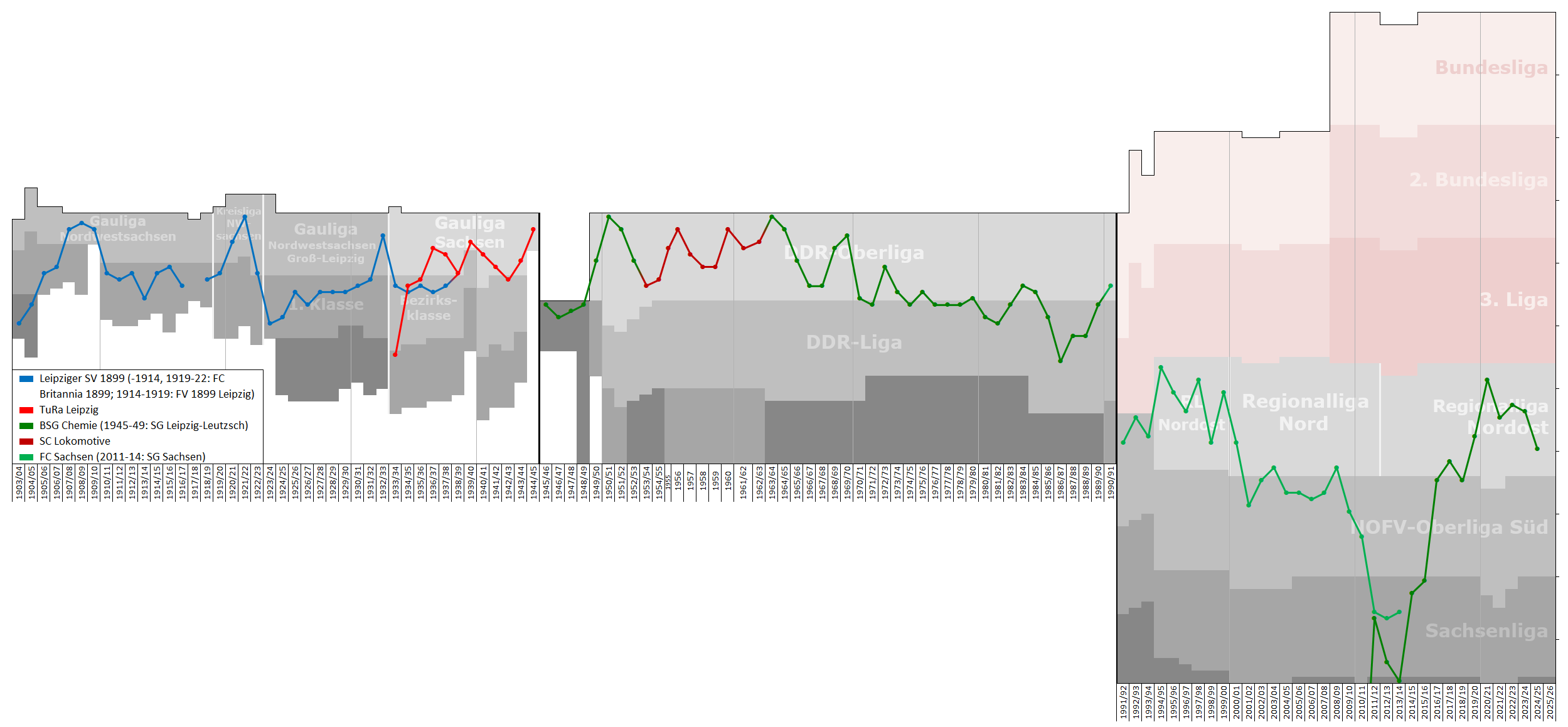
نمودار تاریخی عملکرد لیگ شیمی لایپزیگ پس از جنگ جهانی دوم

پس از جنگ، آلمان به مناطق شرقی و غربی تقسیم شد و سرانجام، یک رقابت فوتبال جداگانه در آلمان شرقی تحت اشغال شوروی پدید آمد. باشگاه‌های ورزشی و فوتبالی جدید تشکیل شد، که اغلب در هسته و پایه باشگاه‌های قبل از جنگ ساخته می‌شدند: در اوت سال ۱۹۵۰، این باشگاه به بی اس جی شیمی لایپزیگ تغییر نام داد. آنها خیلی زود به اولین قهرمانی در اوبرلیگا رسیدند و همچنان به نتایج خوب خود در طی چند فصل آینده ادامه دادند. شیمی در سپتامبر ۱۹۵۴ به اس سی لوکوموتیو تغییر نام داد. (با اف سی لوکوموتیو لایپزیگ اشتباه نشود) طی یک دهه آینده، اس سی لوک یک تیم معمولی در اوبرلیگا بود.
در سال ۱۹۶۳، اتحادیه فوتبال آلمان شرقی با هدف تقویت رشد استعداد برای تیم ملی این کشور مجدداً سازماندهی شد. این بار اس سی لوکوموتیو به باشگاه بی اس جی شیمی لایپزیگ تغییر نام داد. در سال بعد آن‌ها بار دیگر قهرمانی اوبرلیگا را بدست آوردند. علاوه بر این دو لیگ، باشگاه شیمی دو بار قهرمان جام حذفی آلمان شرقی شد.

### پس از اتحاد مجدد آلمان
اتحاد دوباره آلمان شرقی و غربی شاهد تغییر چشمگیر فوتبال در نیمه شرقی این کشور بود. در اواخر ماه مه ۱۹۹۰، این باشگاه به اف سی گرون وی لایپزیگ تغییر نام داد و به سرعت با اس وی شیمی بولهن (بی اس جی شیمی بولهن سابق) ادغام شد تا در اوت همان سال اف سی ساچسن را ایجاد کند و رقابت در اوبرلیگا نوردوست (لیگ دسته سه) را شروع کند.

## بازیکنان ملی پوش

### تیم ملی
بازیکنان زیادی در حالی که برای شیمی لایپزیگ بازی می‌کردند به تیم ملی آلمان شرقی دعوت شدند.

## افتخارات
افتخارات باشگاه:
- اوبرلیگا
  - قهرمان: ۱۹۵۱، ۱۹۶۴
- جام حذفی آلمان شرقی
  - قهرمان: ۱۹۵۷، ۱۹۶۶